# Parafia Świętych Piotra i Pawła w Perpignan
Parafia Świętych Piotra i Pawła – etnicznie grecka parafia prawosławna w Perpignan. 